# Justicia pleurolarynx
Justicia pleurolarynx là một loài thực vật có hoa trong họ Ô rô. Loài này được (S.F.Blake) V.M.Badillo mô tả khoa học đầu tiên năm 1947.